# Melanotus villosus
Melanotus villosus là một loài bọ cánh cứng trong họ Elateridae. Loài này được Geoffroy miêu tả khoa học năm 1785.